# Sandträsket (Arvidsjaurs socken, Lappland)
Sandträsket (umesamiska: Sáddare) är en sjö i Arvidsjaurs kommun i Lappland och ingår i Skellefteälvens huvudavrinningsområde. Sjön har en area på 3,49 kvadratkilometer och ligger 350 meter över havet. Sjön avvattnas av vattendraget Sandbäcken.

## Delavrinningsområde
Sandträsket ingår i det delavrinningsområde (724720-166341) som SMHI kallar för Utloppet av Sandträsket. Medelhöjden är 378 meter över havet och ytan är 28,32 kvadratkilometer. Det finns inga avrinningsområden uppströms utan avrinningsområdet är högsta punkten. Sandbäcken som avvattnar avrinningsområdet har biflödesordning 3, vilket innebär att vattnet flödar genom totalt 3 vattendrag innan det når havet efter 135 kilometer. Avrinningsområdet består mestadels av skog (58 procent) och sankmarker (21 procent). Avrinningsområdet har 3,58 kvadratkilometer vattenytor vilket ger det en sjöprocent på 12,6 procent.